# فرودگاه شهرستان فلگلر
فرودگاه شهرستان فلگلر (به انگلیسی: Flagler County Airport) یک فرودگاه همگانی بهره‌برداری هوایی است که یک باند فرود آسفالت دارد و طول باند آن ۱۵۲۴ متر است. این فرودگاه در کشور ایالات متحده آمریکا قرار دارد و در ارتفاع ۱۰ متری از سطح دریا واقع شده است.